# هاء 3 (فلم)
هاء 3 هو فيلم مصري عرض عام 1961، بطولة رشدي أباظة وسعاد حسني، ومن إخراج عباس كامل.

## قصة الفيلم
تدور أحداث الفيلم حول المعلم عباس الذي بلغ من العمر 80 عامًا ويفكر دائماً في العودة إلى الشباب، يذهب إلى الطبيب الذي توصل إلى عقار هـ 3 الذي يمكنه إعادة الشباب، يتناول العقار ويصبح شابًا. ويبدأ في ممارسة النزق، فيحب خطيبة ابنه ويقرر الزواج منها، ثم يرتكب جريمة قتل دفاعًا عن الشرف ويدخل السجن، فجأة ينتبه المعلم عباس إلى نفسه قبل تناول العقار، فيقرر العودة إلى منزله وأن يرضى بما وصل إليه من سن.

## طاقم التمثيل
- رشدي أباظة: (عباس)
- سعاد حسني: (سعاد)
- ماهر العطار: (أحمد)
- محمد جمال: (محمود)
- طروب: (عزيزة)
- نجوى فؤاد: (نجوى)
- توفيق الدقن: (نبيل)
- ميمي شكيب: (إنعام - والدة سعاد)
- قطقوطة: (قطقوطة)
- ثريا فخري: (راضية - زوجة عباس)
- خيرية أحمد: (الخادمة)
- نظيم شعراوي: (البروفيسور)
- عبد المنعم إسماعيل: (محمد)
- حسين إسماعيل: (حسين)
- بليغ حبشي
- محمد التابعي: (كبير الرحيمية قبلي)

## فريق العمل
- إخراج: عباس كامل
- قصة: صلاح إبراهيم
- سيناريو وحوار: عباس كامل
- إنتاج: أفلام جيبتسون
- توزيع: أفلام جيبتسون
- مونتاج: أميرة فايد
- مدير التصوير: إبراهيم عادل

## الأغاني
- كلمات: فتحي قورة، سيد مرسي، عبد السلام أمين
- ألحان: محمد الموجي، محمد جمال الدين

## وصلات خارجية
- مقالات تستعمل روابط فنية بلا صلة مع ويكي بيانات